# Kolosov Point
Der Kolosov Point (englisch) ist eine Landspitze an der Oates-Küste des ostantarktischen Viktorialands. Sie liegt nördlich des Platypus Ridge und westlich der Einmündung der Lillie-Gletscherzunge in das Kopfende der Ob’ Bay. 
Wissenschaftler der Zweiten Sowjetischen Antarktisexpedition (1956–1958) entdeckten und fotografierten sie. Sie benannten sie nach Wladimir Kolossow, einem Flugzeugnavigator, der in der Arktis ums Leben gekommen war.